# Ефекат рефлектора
Ефекат рефлектора је склоност људи да верују како их други примећују више него што је то стварно случај. Немогуће је да појединац прецизно процени колико га други људи стварно опажају због тога што се он стално налази у центру свог света. Разлог феномена ефекат рефлектора је урођена тежња човека да заборави да то што је центар свог света не значи да је центар света осталих људи. Ова тежња је посебно приметна у ситуацијама када појединац уради нешто што се сматра неуобичајеним.
Многи професионалци у области социјалне психологије покушавају да освесте људе у погледу ефекта рефлектора и тако ублаже степен до којег појединац верује да је под „рефлектором“ друштва.     

## Историја
Израз „ефекат рефлектора“ су измислили Томас Гилович (енг. Thomas Gilovich) и Кенет Савитски (енг. Kenneth Savitsky). Овај феномен се први пут појавио у свету психологије 1999. године у часопису „Актуелни правци у психологији“  (енг. Current Directions in Psychological Science). Иако је тада овај феномен први пут назван ефектом рефлектора, то није био први пут да је он описан. И пре 1999. године су рађене студије о феноменима врло сличним ефекту рефлектора. Гилович се овим феноменом бавио годинама и писао је истраживачке радове, а то је довело до сарадње са Савитскијем. Њих двојица су такође у студију о ефекту рефлектора укључили и различите ефекте које је Гилович раније проучавао, како би описали овај феномен. Свакако да Гилович није био једини који је уочио ову појаву. Дејвид Кени (енг. David Kenny) и Бела де Пауло (енг. Bella De Paulo) су спровели истраживање о томе да ли људи знају како их други доживљавају. Кени и де Пауло су сматрали да ће појединац мишљење других људи базирати на томе како он себе доживљава, а не на повратним информацијама које добија од других људи. Ово истраживање је показало да су ставови појединаца о томе шта други мисле о њима различити у односу на оно што се заправо мисли о њима.

### Повезаност са другим психолошким концептима
Ефекат рефлектора је додатак многим психолошким феноменима. Међу њима је и феномен познат као „усидравање и прилагођавање” због којег појединац прецењује степен до којег је његова анксиозност очигледна посматрачима. Кларк и Велс (1995) наводе да људи који пате од социјалне фобије у социјалне ситуације ступају са повишеном фокусираношћу на себе. Овакво стање доводи до отежаног раздвајања јавне и личне самоспознаје и тиме до немогућности обављања задатка.
Друга сродна појава се назива „ефекат лажног консензуса“. Ефекат лажног консензуса представља когнитивну грешку у закључивању, која настаје када процењујемо до ког степена су наша мишљења, ставови и понашања типични у односу на друге људе. Он доводи до лажних закључака што утиче на наше самопоуздање. Ефекат лажног консензуса је теорија супротна од ефекта лажне јединствености, тј. когнитивне грешке која настаје када процењујемо до ког степена су наши ставови и особине јединствени у односу на друге. Било који од ова два ефекта може бити применљив на ефекат рефлектора.
Пристрасност појединца према самом себи је још један од повезаних феномена. Овај концепт заправо представља тенденицију појединца да верује да су догађаји несразмерно усмерени ка њему. На пример, ако ученик има одређени задатак на часу за који се није припремио довољно добро, он ће почети да паничи мислећи да ће га наставник прозвати зато што зна да се ученик није припремио.
Такође, још једна појава релевантна за ефекат рефлектора јесте илузија транспарентности (која се назива и илузијом транспарентности посматрача). Она представља когнитивну пристрасност, односно тежњу појединца да прецењује способност других да детектују његова унутрашња стања. Као манифестација ове појаве јавља се и тежња људи да прецењују сопствену моћ опажања унутрашњих стања других људи. Слична томе је илузија асиметричног увида при којој појединац верује да познаје друге боље него што они познају њега, а чак и боље него што познају сами себе.

## Истраживања
Ефекат рефлектора игра значају улогу у многим аспектима дрштва и психологије. Истраживањем овог феномена су се примарно бавили Томас Гилович, Кенет Савитски, Викторија Медвец и Томас Кругер. Главни фокуси њиховог истраживања јесу друштвенa критика и осуда, истицање појединачног доприноса, понашања појединаца и начин на који појединци сматрају да их други људи доживљавају.

### Друштвене критике и истицање појединца
У оквиру посматрања друштвених критика, уочено је да осећај срама представља значајан фактор који утиче на степен испољавања ефекта рефлектора. Истраживање Гиловича, Кругера и Медвецове показују да се у одређеним ситуацијама се као фактор који утиче на интензитет и појаву ефекта рефлектора јављају предмети који се могу доживети као срамотни (нпр. мајица). Време трајања изложености некој непријатној ситуацији утиче на степен интензитета испољавања ефекта. Приликом непосредне и нагле изложености ефекат значајно утиче на појединца. Закаснела изложеност пак смањује интезитет овог ефекта на појединца.
Истицање ставова и значај доприноса појединца у групи су додатан аспект друштвене критике на који овај ефекат утиче. Појединци имају тенденцију да преувеличавају степен до којег њихови доприноси у друштву утичу на људе око њих. Уочено је да појединци, када се нађу у некој групи, сматрају да су њихови доприноси значајнији од доприноса других чланова групе, али исто тако верују да и други људи заслуге тог појединца доживљавају на исти начин.

### Понашање и перцепције
Понашање појединца и начин на који људи опажају то понашање такође представља важну тачку у истраживању овог ефекта. Гилович, Медвецова и Савитски су дубље истраживали ову идеју. Уочено је да ситуације које укључују велике групе људи у оквиру којих постоје међусобне интеракције, имају заједничку особину - пажња није усредсређена искључиво на појединце. У оваквим окружењима, као што је школа или атлетско такмичење, пажња је подељена између појединца и понашања остатка групе. Немогућност препознавања појаве раслојавања пажње доводи до тога да појединац преувеличава шансе у којима ће бити негативно опажан од стране осталих чланова групе.
Такође, Гилович, Медвецова и Савитски су на основу својих истраживања закључили да у ситуацијама које укључују публику која посматра, степен ефекта рефлектора није преувеличан јер је фокус публике заиста на појединцу који изводи перформансу.